# Metacafe
Metacafe (estilizado como metɑcɑfe) foi um website centrado no entretenimento multimídia, nas categorias de filmes, jogos eletrônicos, esportes, música e TV. Metacafe permitia que usuários pudessem enviar, visualizar e compartilhar videoclipes.

## História
Foi fundado pelo israelita Eyal Hertzog (CTO), Arik Czerniak (CEO) e Ofer Adler (membro do Conselho) no mês de julho de 2003, depois de obter 3 milhões de dólares de investidores privados. No dia 5 de fevereiro de 2004, Erick Hachenburg, da Electronic Arts, assumiu o controle como CEO da empresa. Em 2006, o tráfego do Metacafe cresceu rapidamente e, antes de junho de 2006, estava na 128ª posição, de acordo com a Alexa. Metacafe fornece cerca de 450 000 000 de vídeos a cada mês, quase dois milhões de visitantes registrados e 120 milhões de visitas mensais, com mais de dezenove milhões de usuários únicos por mês. Em julho de 2006, houve o segundo financiamento e a empresa obteve doze milhões de dólares de Benchmark Capital e Accel Partners.[carece de fontes?]
Metacafe suportava os seguintes formatos de vídeo: MPEG, MPG, MPE, AVI, WMV, WMF, ASF, M1V, DIVX, MOV, MP4, FLV, 3GP, RM, RMVB, RV, RAM e MKV. E o tamanho máximo do vídeo a subir é de 2 GB.

## Controvérsia
Metacafe possuia uma política de antipornografia, mesmo não existindo uma categoria dedicada aos adultos. No entanto, permite que o conteúdo com classificação R, tal como definido pelo sistema de classificação dos filmes. Tem filtro de controle parental que é definido como "Ativado" por padrão. Apesar do filtro de controle parental, muitos usuários do Metacafe tendiam a adicionar comentários ofensivos a muitos vídeos. Comentários com conteúdo sexual e racistas tendiam a não ser filtrados, a menos que recebessem um -3 na classificação de outros usuários. Estes comentários, no entanto, não apareciam quando se habilitava o filtro de controle parental.